# Luigi Castiglione (politico)
Luigi Castiglione (Bronte, 21 giugno 1881 – 19 giugno 1956) è stato un politico italiano.

## Biografia
Avvocato, esponente socialista siciliano, nel 1910 viene eletto consigliere comunale a Bronte, sua città natale. 
Nel dopoguerra si candida alle prime elezioni dell'Assemblea regionale siciliana nel 1947 con il Partito Socialista dei Lavoratori Italiani e viene eletto; si dimette dall'ARS nel febbraio 1948 per candidarsi alle elezioni politiche del 18 aprile. Viene quindi eletto deputato per la I Legislatura della Repubblica italiana per Unità Socialista. Resta in carica fino al 18 novembre 1949, quando rassegna le dimissioni per tornare a dedicarsi a tempo pieno all'attività forense. Verrà sostituito da Giovanni Cartia.
Si è spento due giorni prima di compiere 75 anni. Dopo la sua morte le città di Bronte, Catania e altri comuni della provincia etnea gli hanno dedicato una strada. A Bronte è intitolata a lui la scuola media cittadina. Il Consiglio dell'Ordine degli Avvocati di Catania ha istituito in suo onore una borsa di studio.